# Eskalátory v pražském metru

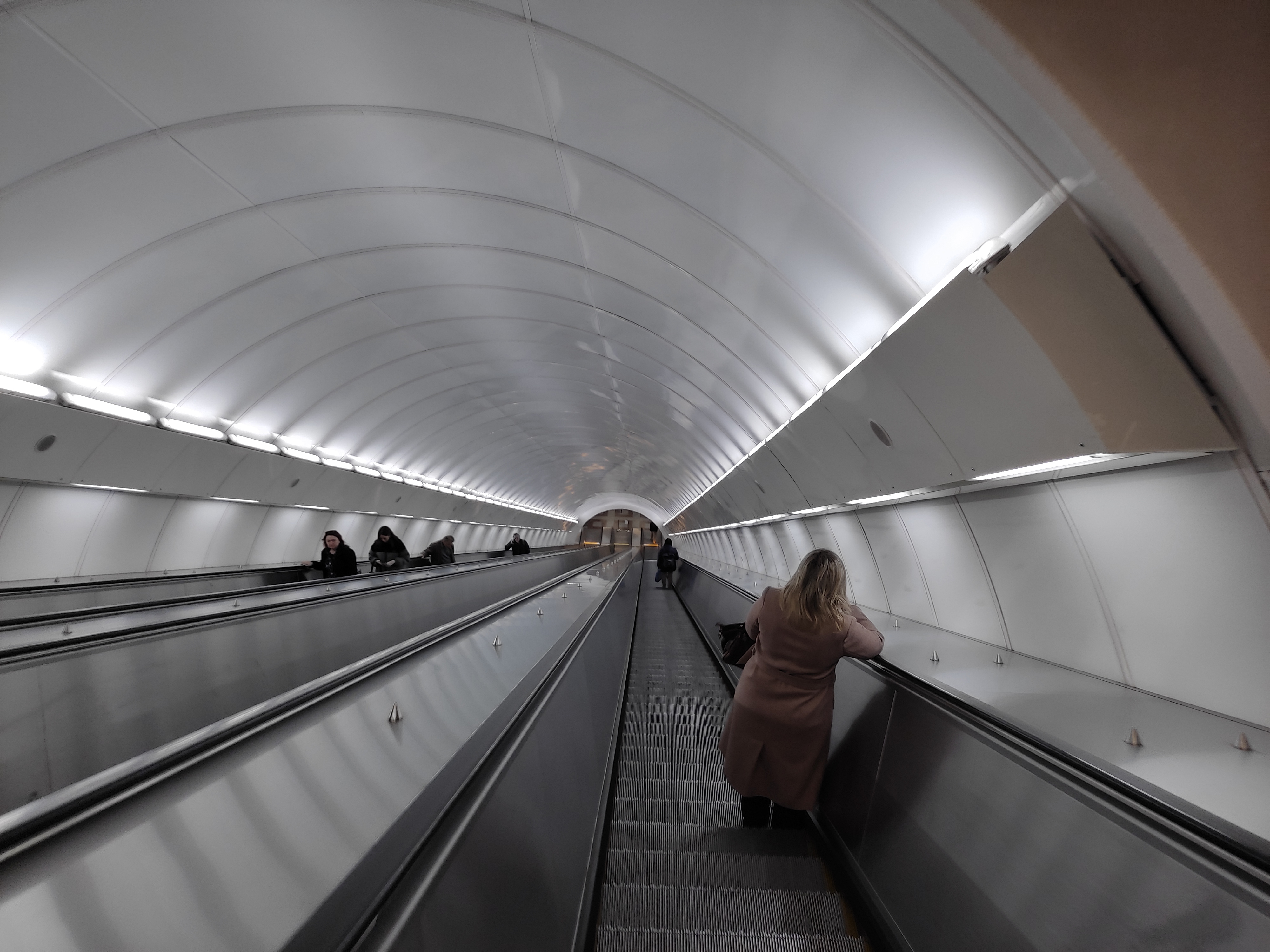
Eskalátory ve stanici Anděl

V Praze jsou eskalátory známé především ze stanic metra. Dlouhé jezdící schody se nacházejí v hlubokých ražených stanicích. Krátké jezdící schody vedou výstupem na povrch z většiny vestibulů.

## Historie
V Praze se eskalátory objevily dříve než metro. Dřevěné eskalátory fungovaly v letech 1926–1935 v trase bývalé lanové dráhy na Letnou. Dne 19. března 1939 byl otevřen moderní obchodní dům Bílá labuť společnosti Brouk a Babka, jehož eskalátory byly dlouho jedinými v Praze. V letech 1967–1968 byl vybudován a 2. prosince 1968 otevřen podchod pod středem Václavského náměstí, který se o 10 let později stal podchodem metra, avšak od počátku byl vybaven německými eskalátory Otis a jugoslávskými eskalátory Radnik.
Česká vláda rozhodnutím č. 22 z 18. února 1970 stanovila, že vývoj eskalátorů pro pražské metro bude jako státní vývojový úkol financován z prostředků na výstavbu prvního úseku metra. Smlouvu o vývoji uzavřel Dopravní podnik-Metro s IVTAS, generální ředitelství Chrudim, což byl smluvní mezičlánek k národnímu podniku Transporta Chrudim, který byl vývojem fakticky pověřen. Pohyblivá madla vyvíjel podnik SHR Krušnohorské strojírny, závod 02 gumárna Teplice. V Chrudimi byly vyvíjeny dva základní typy: pro přepravní výšku do 7 metrů a pro výšku 7–15 metrů. Prototyp kratší verze měl být zkoušen v Chrudimi a prototyp delší verze v Českém Krumlově, současně se počítalo s dodávkou dvou eskalátorů o přepravní výšce 6,6 m pro [ČSD] Ostrava v roce 1972. Ve třetím čtvrtletí roku 1970 bylo rozhodnuto, že krátký eskalátor nebude zkoušen v Chrudimi, ale na pražském Václavském náměstí; do ověřovacího provozu byl dán 5. srpna 1971 a ve dnech 8.–9. září byly prováděny zkoušky, 28. března 1972 označila prototypová komise vývoj za ukončený, eskalátor pak sloužil ještě řadu let. V Českém Krumlově byl prototyp směrem k nádraží zprovozněn v testovacím režimu v letech 1971–1973.
Montáž prvních českých eskalátorů v Praze započala 2. listopadu 1972 ve stanici Hlavní nádraží, která byla rozestavěna již od března 1967. Do zkušebního provozu byly uvedeny 3. září 1973, pak postupně i v dalších stanicích.
U tras metra budovaných za dob socialismu byly kratší eskalátory (zejména z vestibulů na povrch) české výroby od firmy Transporta Chrudim, delší eskalátory (ze staniční střední lodi do vestibulu u hlubších stanic tras A a B) sovětské výroby od firmy Kotljakov Leningrad, označované: LT na nejstarším úseku trasy A, novější generace ET 3 (delší verze), ET 4 (kratší verze) na zbytku sítě metra.

### Po roce 1989

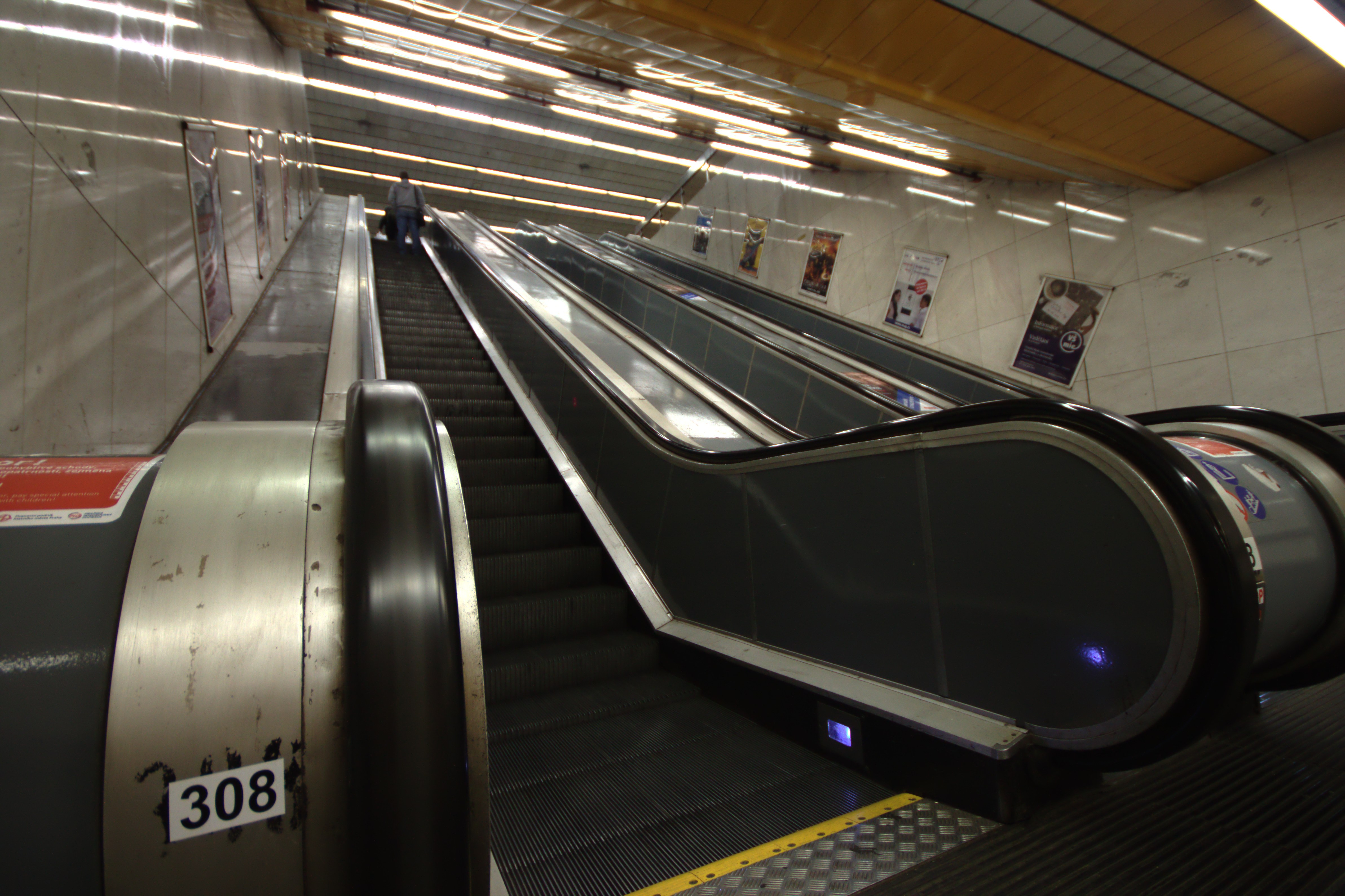
Eskalátor na Palmovce

Při rekonstrukcích začaly být eskalátory nahrazovány modernějšími od jiných výrobců, jedním z prvních byly pohyblivé schody od německé firmy Thyssen ve stanici Můstek na trase A, později též od firmy Otis z německého Stadhagenu (19. srpna až 20. prosince 1993 výměna ve stanici Muzeum C, od 3. listopadu 1995 výměna ve stanici Hradčanská, od 28. června 1997 do 2. března 1998 výměna ve stanici Staroměstská v rámci rekonstrukce stanice). Další pocházejí z firem Kone a Schindler.
Původní představa, že moderní eskalátory budou mít delší životnost a budou vyžadovat méně oprav, se nenaplnila. Méně robustní moderní zařízení (kupříkladu pohonná hřídel Otis je pětkrát lehčí než původní ruská) jsou náchylnější na opotřebení zatížením.
Primátorův náměstek pro dopravu Adam Scheinherr začátkem roku 2019 oznámil, že sovětské schody se mu zdají spolehlivější a není podle něj důvod s výměnami tolik spěchat. Petr Vondráček, vedoucí služby Dopravní zařízení DPP, však zastává názor, že jsou nové schody bezpečnější. DPP reaguje nejen na vývoj norem, vývoj zařízení ve světě, ale i na energetickou náročnost a samozřejmě i na náročnost provádění údržby, protože u ruských eskalátorů jsou některé celky velmi těžké a jejich výměna, případně oprava, je mnohem složitější.

## Rozmístění eskalátorů
Dopravní podnik hl. m. Prahy se řídí vodítkem, že eskalátor jako alternativu k pevnému schodišti zřizuje pro cestu nahoru tam, kde rozdíl výšek je více než 5 metrů, a pro cestu dolů tam, kde výškový rozdíl je více než 7 metrů.

Začátkem roku 2008 mělo pražské metro celkem 233 přepravních ramen eskalátorů. Náklady na provoz, údržbu a obnovu činí přes 100 milionů korun ročně.
Nejdelší eskalátory jsou ve stanici Náměstí Míru (délka 87,1 m, přepravní výška 43 metrů, doba jízdy 2:20) a ve stanici Hradčanská (76,2 m, doba jízdy 2:03).
V dubnu 2013 pražské metro provozovalo 243 eskalátorů od 6 výrobců. Původní eskalátory vyrobila Transporta Chrudim a Leningradský Závod Ivana Jefimoviče Kotljakova, Celková délka přesahovala 17 kilometrů a celkový počet stupňů (schodů) byl kolem 42 tisíc.
K dubnu 2013 pracovalo v nepřetržitém směnném provozu v jedné směně 36 mechaniků části strojní a elektro, kteří monitorují a udržují eskalátory.

## Požadavky stavebního a technického řádu drah
Podle stavebního a technického řádu drah (vyhl. 177/1995 Sb., § 38 odst. 9 a násl.) se na speciálních drahách podle místních podmínek ve stanicích zřizují pohyblivé schody a pohyblivé chodníky, přičemž je-li rozdíl spojovaných úrovní větší než 5 m ve směru výstupu a větší než 7 m ve směru sestupu, zřizují se pohyblivé schody vždy. Pohyblivé schody a pohyblivé chodníky musí být vybaveny pomocnou brzdou. Navazují-li na sebe bezprostředně dvoje pohyblivé schody nebo pohyblivé chodníky, musí mít stejnou dopravní kapacitu. Nástupní a výstupní úroveň musí mít dostatečný přístupový a rozptylový prostor. Jsou-li pro výstup ze stanice zřízeny pouze pohyblivé schody, musí mít nejméně dva pásy. Ve stanicích, kde jsou pro výstup i sestup pouze pohyblivé schody, musí být nejméně tři pásy, všechny s možností reverzního chodu. Pohyblivé schody se navrhují o jmenovité rychlosti do 0,75 m·s−1; kromě hlavního pohonu musí mít ještě pomocný pohon do rychlosti 0,05 m·s−1. Oba pohony musí umožňovat reverzní chod. Jmenovitá rychlost pohyblivých chodníků nesmí být vyšší než 0,75 m·s−1. Šířka pohyblivých schodů a pásů pohyblivých chodníků musí být nejméně 1000 mm. Na obou koncích balustrád pohyblivých schodů a pohyblivých chodníků musí být umístěno bezpečnostní tlačítko označené nápisem "STOP". Pohyblivé schody a pohyblivý chodník musí mít zařízení, které v případě poruchy, překročení přípustných provozních odchylek nebo ztrátě napětí samočinně zastaví jejich chod a zajistí je v klidové poloze. Balustrády pohyblivých schodů a pohyblivých chodníků musí být z materiálu nehořlavého nebo nesnadno hořlavého. Po vypnutí pohonu pohyblivých schodů nebo pohyblivých chodníků musí být vyloučen neúmyslný chod schodů nebo pásů pohyblivých chodníků i při jejich zatížení. Pohyblivé schody a chodníky pro cestující musí umožňovat užívání osobami s omezenou schopností orientace.
Tato ustanovení STŘD ovšem jsou součástí požadavků na vybavení stanic speciální dráhy. Nevztahují se tudíž na eskalátory v obchodních domech, železničních stanicích, městských podchodech či nadchodech, které nejsou součástí stanic metra, atd. Podle § 27 písm. d) STŘD jsou součástí stanice speciální dráhy též vestibuly, přístupové a výstupní cesty, výtahy, pohyblivé schody a chodníky i pevná schodiště podle písm. i) též stavby a zařízení pro obsluhu a údržbu pohyblivých schodů, pohyblivých chodníků a výtahů. 

## Chůze po eskalátorech a pravidla používání

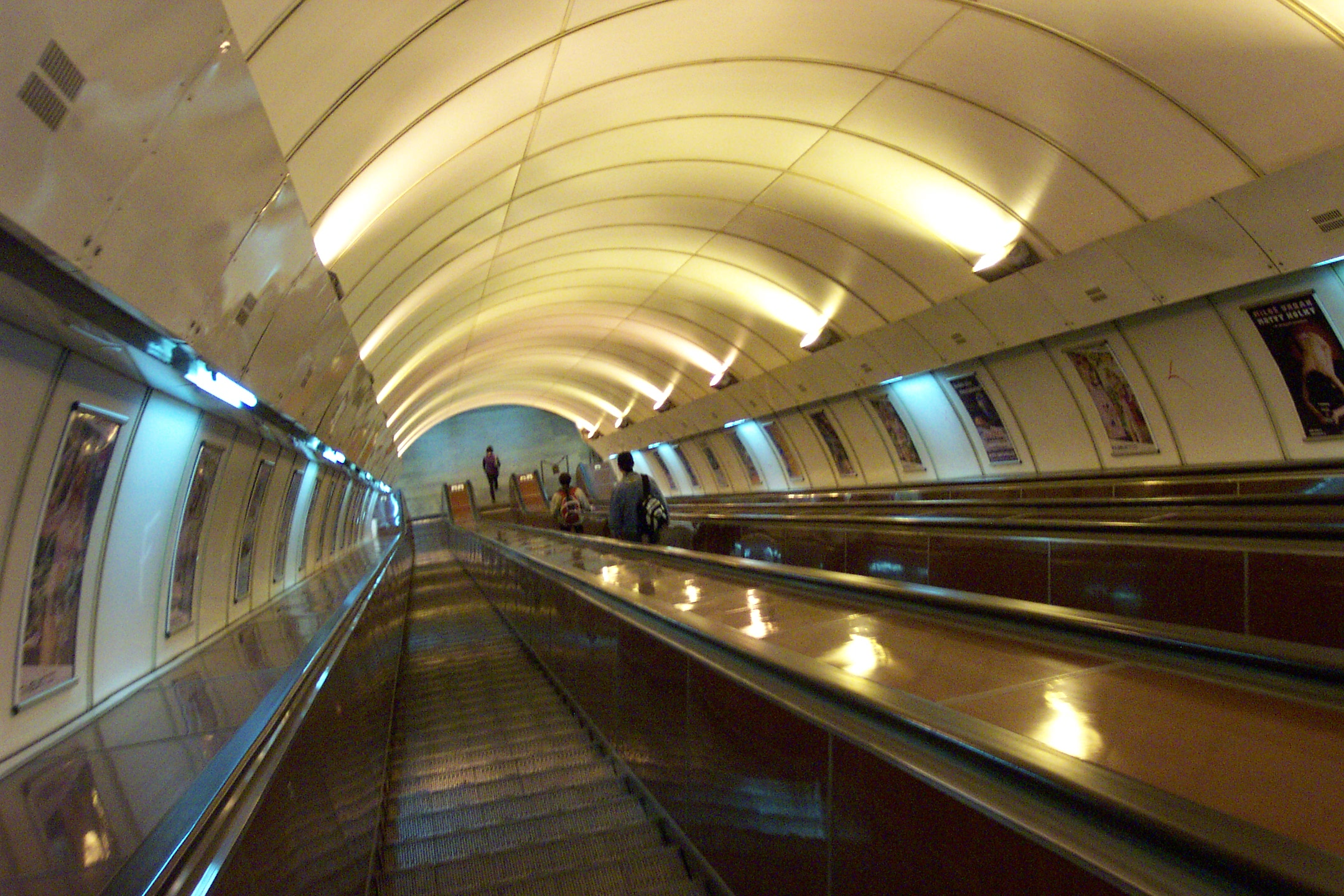
Eskalátory ve stanici Jinonice se dochovaly beze změn od roku 1988, kdy byly instalovány

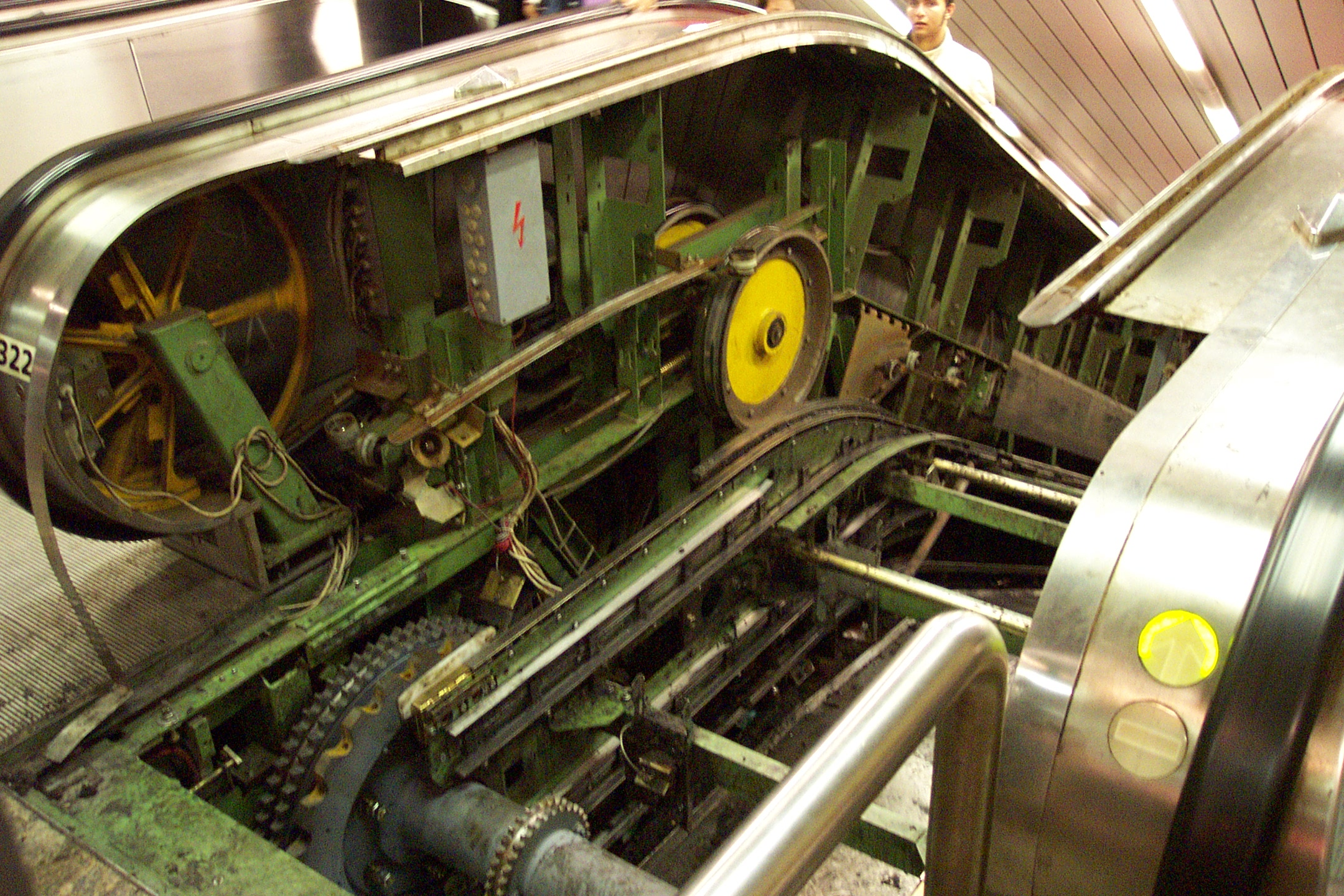
Eskalátor při rekonstrukci, zde ve stanici I. P. Pavlova

Pohyblivým schodům a pohyblivým chodníkům byl věnován § 31 městského přepravního řádu 127/1964 Sb., doplněný novelizační vyhláškou 151/1971 Sb. s účinností od 1. ledna 1972. Touto novelou byl do MPŘ vložen celý oddíl věnovaný přepravě osob v metru. Podle § 29 pohyblivé schody patřily k přepravnímu prostoru, podle § 31 byli cestující, kteří používají pohyblivých schodů, povinni stát čelem ve směru pohybu pohyblivých schodů a přidržovat se pohyblivého madla a chůze po pohyblivých schodech byla přípustná jen ve směru pohybu pohyblivých schodů a jen tehdy, jestliže obsazení pohyblivých schodů umožňovalo volný průchod. Cestujícím bylo zakázáno pokládat na stupně a madla pohyblivých schodů zavazadla a jakékoli předměty; cestující je musel držet tak, aby se nedotýkaly bočních stěn pohyblivých schodů. Běhání a sezení na pohyblivých schodech bylo zakázáno. Všechna tato ustanovení platila obdobně i pro přepravu na pohyblívých chodnících, které se však reálně v metru nikdy neobjevily. Podle § 32 přepravovat dětský kočárek po pohyblivých schodech bylo možné jen za podmínky, že způsobilost schodů k přepravě a způsob přepravy byly z hlediska její bezpečnosti schváleny. Schválený způsob přepravy musel dopravce vyhlásit a cestující byli povinni jej dodržovat. 
Novelizační vyhláškou č. 44/1985 Sb. s účinností od 1. července 1985 byla dosavadní ustanovení MPŘ pro metro rozšířena na všechny městské rychlodráhy (v České republice však stejně nikdy neexistovala žádná jiná městská rychlodráha než pražské metro). Zároveň byla k témuž datu účinnosti doplněna povinnost stát po pravé straně pohyblivých schodů, přičemž stání vlevo bylo dovoleno jen při vyšším obsazení pohyblivých schodů; k možnosti chůze naopak bylo doplněno, že je možná jen po levé straně schodů. K 1. červenci 2000 byl městský přepravní řád zrušen, nový jednotný přepravní řád 175/2000 Sb. se již úpravou používání pohyblívých schodů nezabýval a ani k tomu nebyl zmocněn. Povinnost stát vpravo a možnost procházet jen vlevo tedy platila přesně 15 let, od roku 1985 do roku 2000.
Pražské metro zatím bylo v Československu i v České republice jedinou městskou rychlodráhou, od počátku účinnosti nového drážního zákona pak jedinou speciální dráhou. 
Smluvní přepravní podmínky Dopravního podniku hl. m. Prahy, resp. Pražské integrované dopravy, jsou tak od 1. července 2000 jediným českým předpisem, který stanoví způsob používání pohyblivých schodů v metru cestujícími. 
SPP PID platné od 28. září 2001 upravovala zásady pro přepravu kočárků na pohyblivých schodech v čl. 4 odst. 1 a 4, přepravu jízdních kol v čl. 4 odst. 12, přepravu psa v čl. 6 odst. 12 a základní povinnosti cestujících na pohyblivých schodech v čl. 7 odst. 13 shodně jako přepravní podmínky z roku 2008 (strana stání a strana chůze v nich není stanovena).
SPP PID platné od 14. prosince 2008 upravují povinnosti cestujícícho na pohyblivých schodech v článku 4.2 odst. 8: Na pohyblivých schodech v metru je cestující povinen přidržovat se pohyblivého madla a stát ve směru pohybu schodů. Chůze po pohyblivých schodech je povolena jen ve směru jejich pohybu, pokud to dovoluje obsazení schodů a nedojde k ohrožení bezpečnosti jiných osob. Chůzi po zastavených pohyblivých schodech může povolit v mimořádných případech pověřený zaměstnanec dopravce. Na stupně schodů, pohyblivá madla a balustrády je zakázáno pokládat jakékoliv předměty. Podle odst. 13 téhož článku cestujícím není dovoleno se bezdůvodně zdržovat v blízkosti nástupních nebo výstupních ploch pohyblivých schodů. Podle čl. 6 odst. 2 na pohyblivých schodech není povolena přeprava osob na vozíku pro invalidy ani přeprava samotného vozíku pro invalidy. Podle čl. 7 odst. 1 na pohyblivých schodech musí kočárek s dítětem přepravovat dvě osoby tak, že jeden musí stát pod kočárkem a druhý na vyšším stupni než kočárek, přičemž podle odst. 4 si tuto pomoc druhé osoby musí zajistit cestující sám (není to povinnost dopravce). Cestující přepravující psa beze schrány podle čl. 7.3 odst. 6 v metru při přepravě na pohyblivých schodech odpovídá za to, že z důvodu přepravy psa nedojde k narušení provozu daného zařízení, k narušení plynulosti pohybu cestujících ani k újmě na zdraví osob ani přepravovaného psa.
Dopravní podnik hl. m. Prahy v sekci Časté dotazy na svém webu uvádí, že stát na pohyblivých schodech vpravo není přímo zakotveno v některém z předpisů, ale že je to slušnost a ohleduplnost k ostatním, kteří spěchají. Dále text připomíná povinnosti a zákazy vyplývající ze smluvních přepravních podmínek a připomíná nutnost pozornosti při nástupu a výstupu, nutnost nedotýkat se botou ani jinými částmi oděvu bočnice pohyblivých schodů, dítě držet za ruku a věnovat mu zvýšenou pozornost.
Ing. Viktor Baier v lednu 2008 v podnikovém časopisu DP kontakt uvedl, že kampaň propagující stání vpravo a chůzi vlevo byla velmi úspěšná a cestující se této zásady drží dodnes. Podle Baiera však Dopravní podnik bohužel musí konstatovat, že to byl omyl, ale již nenašel sílu a odvahu to uvést na pravou míru, takže jenom v tichosti zmizely piktogramy a nálepky na eskalátorech. Stání vpravo po celé délce, zejména na dlouhých eskalátorech, podle Baiera jednostranně eskalátor zatěžuje a má nepříznivý vliv na opotřebení a provozní vůle zařízení. Baier v té souvislosti uvedl, že při potřebě rychlého odbavení většího množství cestujících je naopak lepší využít celou šíři eskalátoru. Rovněž připomněl, že pro některé starší nebo handikepované lidi je lepší nebo nutné se držet levou rukou a takoví lidé jsou pak terčem připomínek a někdy i útoků ostatních cestujících. Pokud někteří cestující po eskalátoru jdou, je podle Baiera pravděpodobnost úrazů a konfliktů větší.
5. dubna 2016 deník Metro poskytl publicitu vyjádření mluvčího DPP Jiřího Štábla, že stání na jedné straně je pro eskalátor určitě technicky velkým zatížením a že výrobce vyvíjel i pohon, který by měl pásmo rovnat, ale bez úspěchu. Konkrétní vyčíslení škod, které způsobuje nestejnoměrné zatížení, zatím ale podle něj dopravce detailně nesledoval. Zatímco ještě před několika lety byla na každém eskalátoru samolepka vyzývající ke stání vpravo, nyní dopravní podnik zvažoval, jak přesvědčit cestující, aby se rozptýlili rovnoměrně. Údajně neplánoval žádnou kampaň, ale snažil se vyvolat diskusi. Problémem prý je, že na nástupní ploše před eskalátorem zbytečně vznikají hrozny lidí, protože většina využívá jen pravou polovinu eskalátoru. V zaznívají také hlasy nespokojenosti nad tím, že podle nových norem a praxe jsou pohyblivé schody výrazně pomalejší, než byly ty původní.
Podle článku Novinek.cz z 5. května 2016 o šest let dříve pražský dopravní podnik přišel s doporučením stát vpravo a nechat uličku pro ty uspěchanější, což jasně znázorňovaly i informační samolepky, avšak dnes od tohoto nápadu ustupuje, protože cestující stojící jen na jedné straně způsobují velkou technickou zátěž. Mluvčí dopravního podniku Aneta Řehková novinářům vysvětlovala, že jde o jednostranně vytahaný tažný řetěz, opotřebované dráhy, řetězy, ložiska, asymetrické namáhání celé konstrukce, i když doposud se speciální finanční vyhodnocení těchto škod neprovádělo. K tomu článek ocitoval technika Viktora Chytila, podle kterého se tím schody pronášejí a jednou za pět let se provádí výměna hřídele, motorů, řetězů i dráhy (avšak neuvedl žádné porovnání se situací, že by obě strany byly zatíženy rovnoměrně). 13. května 2016 se ovšem Petr Vondráček, vedoucí služby Dopravní zařízení, pro Lidovky.cz vyjádřil, že výzva DPP, aby si lidé nestoupali na jednu stranu, ale řadili se vedle sebe, je nesmysl, a lidé ho pak kvůli této fámě zásobují podivnými nápady, například zřízením semaforů u pohyblivých schodů. Podle Vondráčka jde ale o „nafouknutou věc“, kterou kdosi mylně vypustil do světa, snad vlivem okurkové sezóny, a žádná taková výzva ani doporučení neexistuje. Zmíněné opatření považuje za nesmysl; na stání pouze na pravé straně podle něj samozřejmě eskalátory reagují, nicméně se to řeší servisem a různými úpravami, střídáním směru jízdy či přidáváním nových komponentů.
Redaktor Metro.cz Filip Jaroševský v roce 2017 uváděl, že podle údajů časopisu DP kontakt (číslo časopisu ani autora textu neuvedl) eskalátory v metru svou šířkou 100 centimetrů neodpovídají požadavkům pro míjení dvou dospělých lidí vedle sebe, protože na to je prý požadovaná šířka 135 centimetrů (neuvedl, kým požadovaná – tento požadavek snad pochází z knihy Miroslava Krále Ergonomie a její užití v technické praxi, Ostrava, AKS, 1994, ale nepodařilo se doložit, že by jej někdo někdy v DP kontaktu citoval). Podle zmíněného Jaroševského článku někteří lidé v dopravním podniku prosazovali názor, že stáním na jedné straně se schody nadměrně opotřebovávají a snižuje se tím i bezpečnost cestujících.

## Rychlost

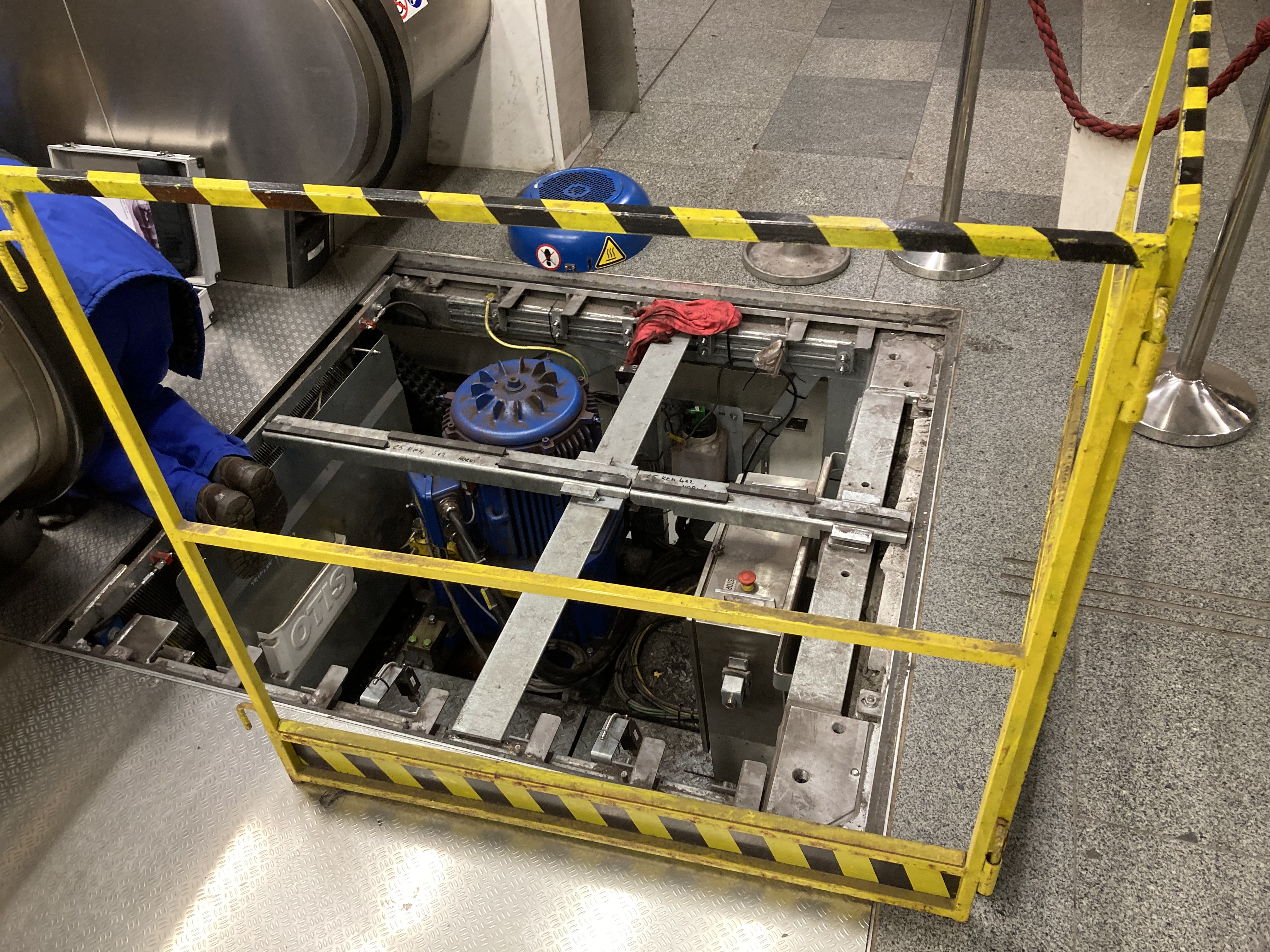
Motor mechanismu eskalátoru.

Původní rychlost ruských eskalátorů v Praze byla podle mluvčí Dopravního podniku hl. m. Prahy a. s. 0,9 m/s, podle radního Radovana Šteinera a podle Novinek.cz dokonce 2,5 m/s. Doba jízdy po nejdelším eskalátoru, ve stanici Náměstí Míru, tak činí 2:20 minuty. (Podle Blesku bývá rychlost eskalátorů v rozmezí 0,27 až 0,55 m/s.) Ruské eskalátory řady ET3 mají provozní rychlost 0,9 m/s, novější eskalátory ve stanici Staroměstská mají rychlost 0,65 m/s a eskalátory ve stanici Náměstí Míru rychlost 0,7 m/s. V úsporném režimu bez zatížení mají některé eskalátory rychlost asi 0,2 m/s. U eskalátorů TRA (Transporta Chrudim) je možnost přepínání rychlostí mezi 0,5 a 0,7 m/s.[zdroj?]
V pražském metru se používají čtyři rychlosti eskalátorů: 0,9, 0,75, 0,65 a 0,5 m/s. Norma ČSN EN 115 stanoví maximální rychlost 0,75 m/s. K srpnu 2019 jezdilo 210 z 268 eskalátorů pražského metra rychlostí 0,65 m/s, protože v době jejich výroby výrobci nenabízeli rychlost 0,75 m/s. Tu mají zatím pouze eskalátory na Andělu, Karlově náměstí a Náměstí Republiky (celkem 9 eskalátorů). Dopravní podnik ale plánuje jejich zpomalení, jednak jako možnost případné reakce na předpokládaný vývoj evropských norem pouhým přepnutím, jednak kvůli úspoře energie. Rychlé sovětské eskalátory měly už při uvádění na český trh výjimku, aby mohly jezdit 0,9 m/s, maximální českými normami povolená rychlost byla i tehdy 0,75 m/s (dle videa ve zdroji jen 0,7 m/s). Touto plnou rychlostí jezdí k srpnu 2019 ještě 43 eskalátorů, ale jejich počet se potupně snižuje. Nejpomalejší jsou podchodové eskalátory na Můstku, Smíchovském nádraží, Náměstí Republiky a na Palmovce, s rychlostí 0,5 m/s (celkem 6 eskalátorů). Petr Vondráček, vedoucí služby Dopravní zařízení, v srpnu 2019 řekl: „Pakliže bychom viděli, že přepravní kapacita je dostačující, tak kvůli úsporám energie budeme snižovat i rychlost. Čím nižší rychlost, tím menší spotřeba energie, a samozřejmě tím i menší opotřebení. Vždycky je výhodné mít tu rychlost co nejnižší.“ Petr Vondráček také tvrdí, že madlo jezdí asi o 2 % vyšší rychlostí než schody záměrně z důvodu zachování bdělosti. Ze stejného důvodu prý madla eskalátorů v některých obchodních centrech navíc cukají.

## Nehody

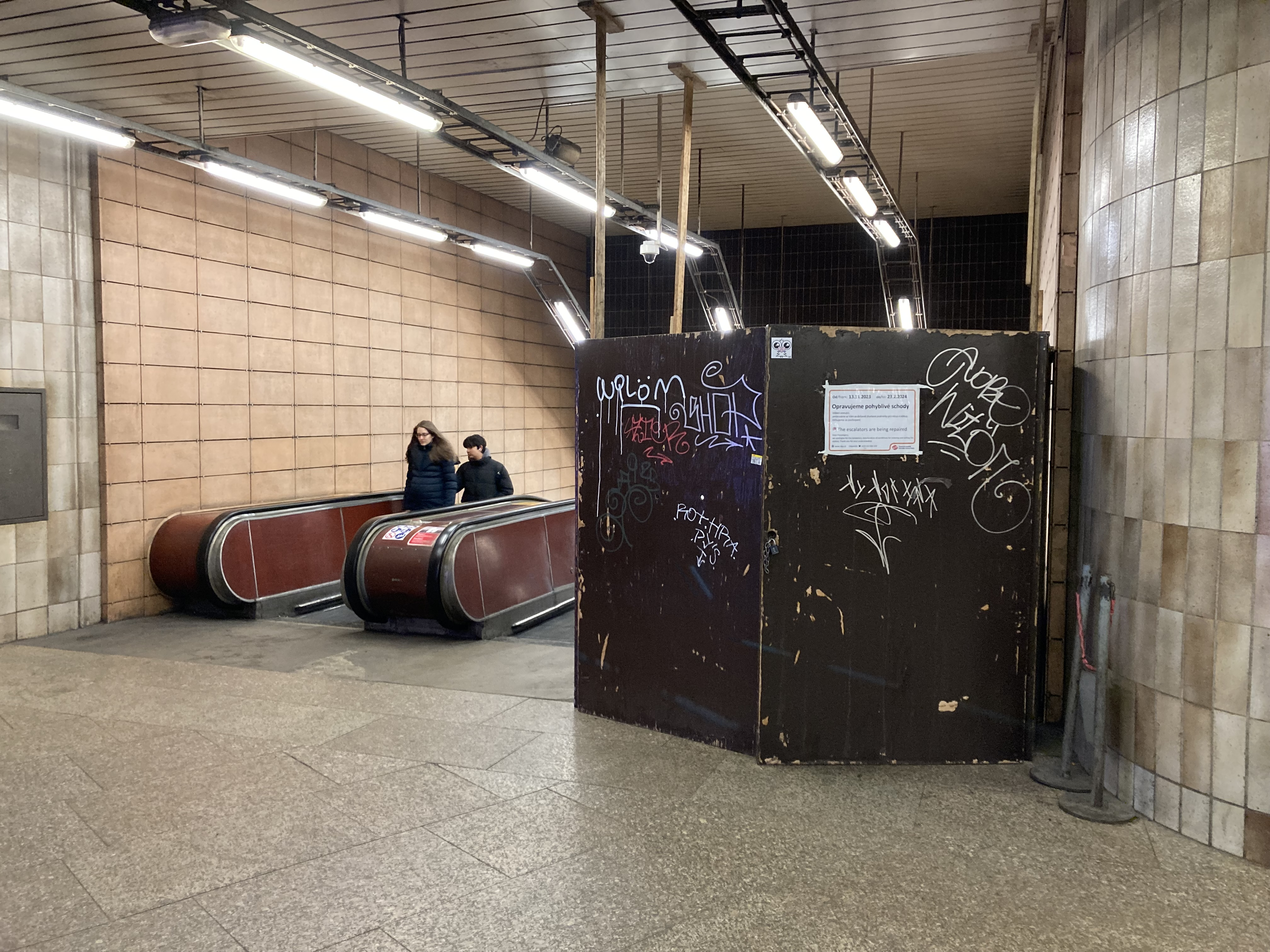
Oprava eskalátorů (stanice Florenc).

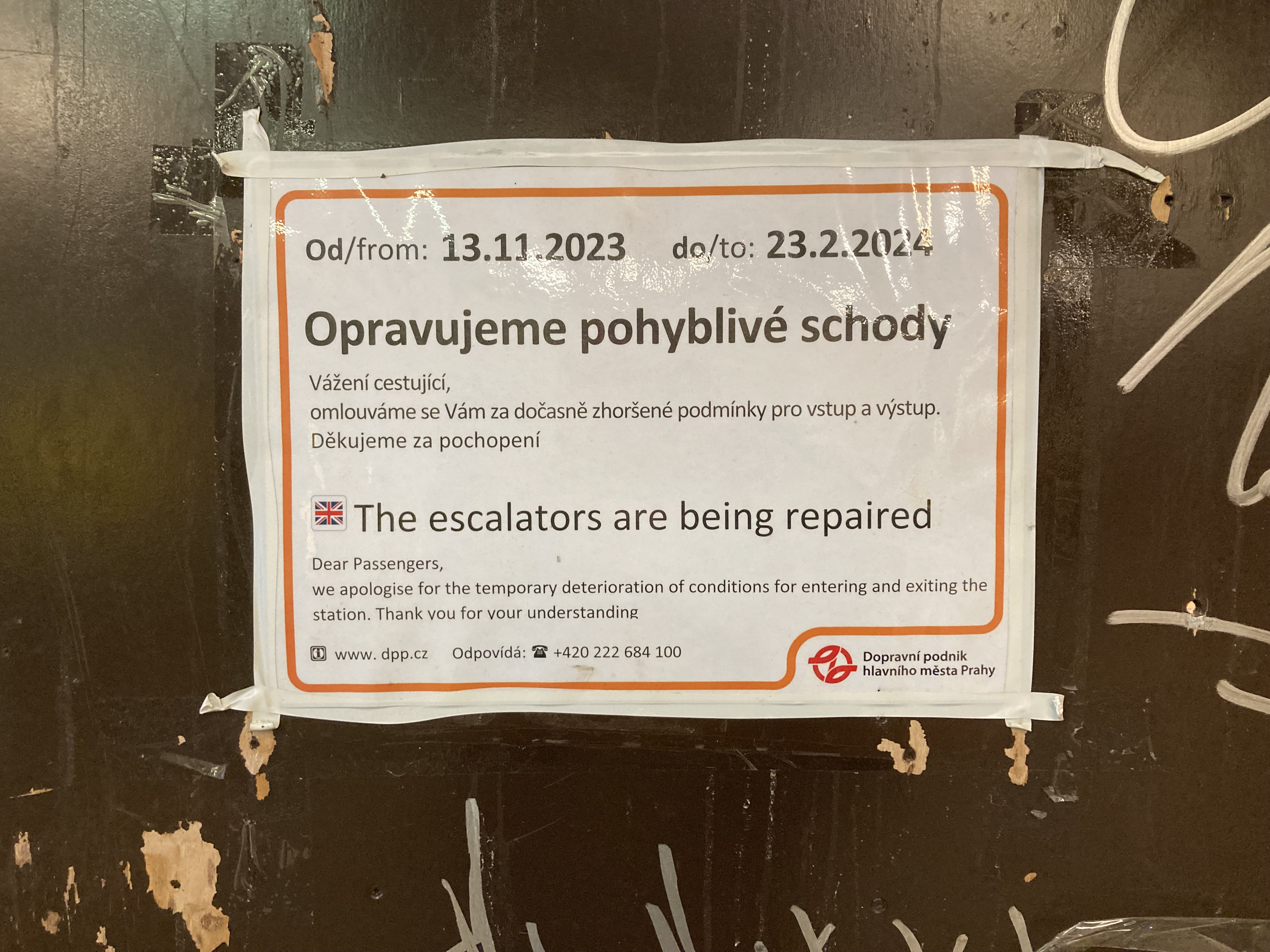
Detail

Eskalátory v metru nebo na nádražích, na rozdíl například od eskalátorů v obchodních domech, jsou tzv. určenými technickými zařízeními podle Zákona o dráhách, tj. musejí mít průkaz způsobilosti a podléhají stanovenému režimu údržby a kontroly.
Na eskalátorech dochází, vzhledem k množství přepravovaných cestujících, také k četným nehodám, například pádům osob na eskalátoru, občas i k zachycení částí oděvu nebo těla pásem schodů nebo pohyblivým madlem. Příčinami pádů bývají ztráta rovnováhy, špatná manipulace se zavazadly a kočárky, jízda pod vlivem omamných látek nebo sražení jinou osobou.
V roce 2006 je evidováno 284 nehod a 18 zranění, v roce 2007 celkem 333 nehod a 30 zranění, v roce 2008 je to 411 nehod a 50 zranění a v roce 2009 do 22. září 244 nehod a 41 zranění. Smrtelné úrazy nejsou v souvislosti s eskalátory v pražském metru zmiňovány.
Mediální pozornosti se dostalo případu, kdy 21. srpna 2009 eskalátor ve stanici Můstek na trase B způsobil amputaci tří prstů na noze sedmiletému neukázněnému chlapci. Dopravní podnik se k nehodě vyjádřil, že eskalátor vyhovuje normám, a vyloučil technickou závadu, ačkoliv se příčinu nepodařilo přesně objasnit. Podnik se rozhodl vybavit všechny typy eskalátorů speciálními kartáči a chlapci vyplatil bolestné 220 tisíc. 5. ledna 2010 se zaklínila na eskalátoru noha čtyřletému chlapci ve stanici Anděl, vyvázl s pohmožděným chodidlem. Podobný případ se stal pětiletému chlapci 18. května 2008 ve stanici Českomoravská a Dopravní podnik následně vyplatil rodině náhradu škody 3000 Kč. V červenci 2009 došlo ke zranění prstu 10letého dítěte ve stanici Náměstí Republiky, v září 2008 zhmoždil eskalátor nohu 6letému chlapci ve stanici Národní třída, v září 2007 rozdrtilo madlo eskalátoru prst šestileté dívce. V srpnu 1978, hned první den provozu trasy A, vtáhl eskalátor ženě kabát a žena se při pádu zranila.
Ve čtvrtek 27. listopadu 2014 před čtvrt na jednu se prostřední ze tří jedenáctimetrových eskalátorů od výrobce KONE ze stanice Můstek B do vestibulu pod Jungmannovým náměstím, na kterém v tu chvíli byly asi čtyři desítky lidí, při jízdě nahoru zastavil a dal se do zrychleného zpětného pohybu, přičemž lidé popadali, následkem čehož byly zraněny tři ženy, z toho dvě lehce a jedna středně těžce. 8. prosince 2014 výrobce zjistil, že příčinou byla závada radiální zubové spojky v planetové převodovce. Součástka měla vydržet 25 let bez rozebírání, selhala však po 7 letech. Kvůli nehodě dopravní podnik 28. listopadu 2014 zastavil 9 eskalátorů od téhož výrobce a se stejným způsobem pohonu, a to v různých stanicích (Hlavní nádraží – severní strana obou nástupišť, Florenc C – k ulici Na Florenci, Můstek B – z podchodu k soše + k Adrii, a Náměstí Republiky – z podchodu k Palladiu). V pátek 5. prosince před 10. hodinou byla kompletně uzavřena stanice Staroměstská, kvůli třem eskalátorům od téhož výrobce, ale s jiným systémem pohonu, s předpokladem dvoutýdenní výluky, nakonec byla stanice znovuotevřena hned další den ráno, už po 17 hodinách od uzavření. Stejná závada byla nakonec zjištěna pouze u dalších čtyř eskalátorů KONE ve stanici Můstek. Generální ředitel dopravního podniku Jaroslav Ďuriš vyjádřil znepokojení nad rozsahem poškození. DPP si též postěžoval médiím na špatnou spolupráci ze strany výrobce, který od 28. listopadu ještě 9. prosince dosud nedodal požadovanou dokumentaci. Výrobci vytýkal, že na místo poslal své dělníky až čtyři dny po události a místo, aby se zajímal o stav zraněných cestujících, ptal se, zda dostanou jejich technici zaplaceno. Zástupce společnosti Kone uvedl, že všech 12 kontrolovaných eskalátorů bylo dodáno do roku 2007 a od roku 2011 nemá Kone žádný z nich v servisní péči. Kone prý již 1. prosince vyslala své odborníky z Německa a České republiky, aby spolupracovali s dopravním podnikem a poskytovali mu podporu při vyšetřování 24 hodin denně 7 dní v týdnu. Situace s chybnou součástkou u pěti eskalátorů ve stanici metra Můstek je podle firmy Kone naprosto ojedinělá.